# Suzaku (film)
Pour les articles homonymes, voir Suzaku.
Pour plus de détails, voir Fiche technique et Distribution.
Suzaku (萌の朱雀, Moe no suzaku) est un film japonais réalisé par Naomi Kawase, sorti en 1997.

## Synopsis
Dans un village reculé, Kozo vit avec sa mère Sachiko, sa femme Yasuyo, son neveu Eisuke et sa fille Michiru. Un drame va venir frapper cette famille.

## Fiche technique
- Titre : Suzaku
- Titre original : 萌の朱雀 (Moe no suzaku?)
- Réalisation : Naomi Kawase
- Scénario : Naomi Kawase
- Photographie : Masaki Tamura (en)
- Montage : Shūichi Kakesu (ja)
- Direction artistique : Etsuko Yoshida
- Assistant-réalisateur : Kōji Hagiuda (ja)
- Musique : Masamichi Shigeno (ja)
- Sociétés de production : WOWOW, Bandai Visual Company
- Société de distribution : Bitters End
- Pays d'origine :  Japon
- Langue : japonais
- Format : couleurs - 1,66:1 - mono - 35 mm
- Genre : drame
- Durée : 95 minutes[1]
- Dates de sortie :
  - Pays-Bas : 2 février 1997 (première mondiale au festival international du film de Rotterdam[2])
  - France : 15 mai 1997 (festival de Cannes[3]) - 4 mars 1998 (sortie en salles[4])
  - Japon : 1er novembre 1997[1]

## Distribution
- Kōtarō Shibata : Eisuke
- Yasuyo Kamimura : Yasuyo
- Sachiko Izumi : Sachiko
- Jun Kunimura : Kozo
- Machiko Ono : Michiru

## Distinctions
Sauf indication contraire, les informations mentionnées dans cette section peuvent être confirmées par la base de données cinématographiques IMDb,  présente dans la section « Liens externes ».

### Récompenses
- Caméra d'or au festival de Cannes 1997[3]
- Licorne d'or au festival international du film d'Amiens 1997
- Prix FIPRESCI au festival international du film de Rotterdam 1997[5]
- Prix Mainichi de la meilleure photographie pour Masaki Tamura (en) en 1998[6]
- Prix de la meilleure actrice pour Machiko Ono au festival international du film de Singapour 1997

### Sélections
- Hugo d'or du meilleur film au festival international du film de Chicago de 1997
- Tigre d'or au festival international du film de Rotterdam 1997[2]
- Prix du meilleur film asiatique au festival international du film de Singapour 1997
- Espiga de Oro au festival international du film de Valladolid 1997